# Persona infiltrada
Persona infiltrada és un programa d'entreteniment produït per TV3 i Veranda TV. És la versió catalana del programa El Impostor, de Pausoka Entertainment.
La primera temporada, emesa durant el 2019, va ser presentada per Anna Simón i des de 2020 és presentat per Marta Torné.

## Mecànica
És una barreja d'intrga, reality i concurs en el qual les famílies mai són el que semblen. En cada episodi, un famós o una famosa ha de conviure dotze hores amb una família amb l'objectiu de descobrir qui no en forma part i, per tant, esbrinar qui és la persona infiltrada. Tant la persona convidada com la família competiran per aconseguir els 5.000 euros de premi del joc. Els espectadors també podran jugar des de casa, a través de l'aplicació de TV3, i optar al premi en cas que el famós o famosa encerti qui és la persona infiltrada.

## Episodis
| Temp. | Temp. | Capítols           | Data d'emissió         | Data d'emissió         | Espectadors         | Espectadors |
| Temp. | Temp. | Capítols           | Començament            | Fi                     | Espectadors         | Espectadors |
| ----- | ----- | ------------------ | ---------------------- | ---------------------- | ------------------- | ----------- |
|       | 1     | 10                 | 25 d'abril de 2019     | 27 de juny de 2019     | 333.000 espectadors | 14,9%       |
|       | 2     | 17 (+ 2 especials) | 17 de setembre de 2020 | 4 de febrer de 2021    | 261.000 espectadors | 12,8%       |
|       | 3     | 8 (+ 1 especial)   | 28 d'octubre de 2021   | 23 de desembre de 2021 | 225.000             | 12,6%       |
|       | 4     | 6                  | 15 de setembre de 2022 | 27 d'octubre de 2022   |                     |             |

### Temporada 1 (2019)
| Episodi (sèrie) | Episodi (temp.) | Famós/a                      | Família         | Data               | Espectadors | Quota | Ref.   |
| --------------- | --------------- | ---------------------------- | --------------- | ------------------ | ----------- | ----- | ------ |
| 1               | 1               | Tomàs Molina                 | Verdaguer Ribas | 25 d'abril de 2019 | 407.000     | 16,7% | [ 8 ]  |
| 2               | 2               | Marc Ribas                   | Domènec Grau    | 2 de maig de 2019  | 370.000     | 15,9% | [ 9 ]  |
| 3               | 3               | Marc Giró                    | Pi              | 9 de maig de 2019  | 333.000     | 15,0% | [ 10 ] |
| 4               | 4               | Cristina Brondo              | Batista Llanes  | 16 de maig de 2019 | 297.000     | 14,6% | [ 11 ] |
| 5               | 5               | Roger Coma                   | Cayón           | 23 de maig de 2019 | 289.000     | 12,0% | [ 12 ] |
| 6               | 6               | Marta Torné                  | Singh Kaur      | 30 de maig de 2019 | 311.000     | 13,4% | [ 13 ] |
| 7               | 7               | Lluís Marquina               | Surià Calvo     | 6 de juny de 2019  | 310.000     | 14,3% | [ 14 ] |
| 8               | 8               | Jair Domínguez               | Borràs Rayo     | 13 de juny de 2019 | 387.000     | 17,6% | [ 15 ] |
| 9               | 9               | Pep Plaza                    | Tarragó Casas   | 20 de juny de 2019 | 350.000     | 15,8% | [ 16 ] |
| 10              | 10              | Júlia Creus i Adrian Grösser | Ferreres        | 27 de juny de 2019 | 279.000     | 13,2% | [ 17 ] |

### Temporada 2 (2020-21)
| Episodi (sèrie) | Episodi (temp.) | Famós/a                  | Família           | Data                   | Espectadors | Quota  | Ref.   |
| --------------- | --------------- | ------------------------ | ----------------- | ---------------------- | ----------- | ------ | ------ |
| 11              | 1               | Carme Ruscalleda         | Geis Albertí      | 17 de setembre de 2020 | 376.000     | 18,9%  | [ 18 ] |
| 12              | 2               | Ivan Labanda             | Calvet            | 24 de setembre de 2020 | 334.000     | 15%    | [ 19 ] |
| 13              | 3               | Els Catarres             | Boleda Franco     | 1 d'octubre de 2020    | 264.000     | 12,2%  | [ 20 ] |
| 14              | 4               | Gisela                   | Torres Planas     | 8 d'octubre de 2020    | 260.000     | 13,5%  | [ 21 ] |
| 15              | 5               | Llucià Ferrer            | Alesanco Norverto | 15 d'octubre de 2020   | 250.000     | 13,2%  | [ 22 ] |
| 16              | 6               | Mari Pau Huguet          | Forcadell Bordoy  | 22 d'octubre de 2020   | 338.000     | 17,6%  | [ 23 ] |
| 17              | 7               | Mag Lari                 | Roca Codina       | 29 d'octubre de 2020   | 312.000     | 16,6,% | [ 24 ] |
| 18              | 8               | Samantha Villar          | Pascual de Maya   | 5 de novembre de 2020  | 343.000     | 16,2%  | [ 25 ] |
| 19              | 9               | Eloi Vila                | Bellester Hens    | 12 de novembre de 2020 | 267.000     | 14,3%  | [ 26 ] |
| 20              | 10              | Joan Pera                | Beltran Ramal     | 19 de novembre de 2020 | 300.000     | 14,6%  | [ 27 ] |
| 21              | 11              | Ramon Gener              | Serra Busqué      | 26 de novembre de 2020 | 340.000     | 17,1%  | [ 28 ] |
| 22              | 12              | La Terremoto de Alcorcón | Gavaldà Llaveira  | 3 de desembre de 2020  | 286.000     | 14,8%  | [ 29 ] |
| 23              | 13              | Itziar Castro            | Vicens Salomon    | 10 de desembre de 2020 | 251.000     | 12,4%  | [ 30 ] |
| 24              | 14              | Agnès Busquets           | Delgado de Torres | 17 de desembre de 2020 | 238.000     | 11,8%  | [ 31 ] |
| 25              | 15              | Marc Martínez            | Ballbè Parés      | 7 de gener de 2021     | 346.000     | 15,8%  | [ 32 ] |
| 26              | 16              | Elisenda Carod           | Capilla Puig      | 14 de gener de 2021    | 277.000     | 12,8%  | [ 33 ] |
| 27              | 17              | David Fernández          | Solíz Apaza       | 21 de gener de 2021    | 242.000     | 11,3%  | [ 34 ] |

### Temporada 3 (2021)
| Episodi (sèrie) | Episodi (temp.) | Famós/a             | Família           | Data                   | Espectadors | Quota | Ref.   |
| --------------- | --------------- | ------------------- | ----------------- | ---------------------- | ----------- | ----- | ------ |
| 28              | 1               | Òscar Andreu        | Basolí Sánchez    | 28 d'octubre de 2021   | 233.000     | 13,1% | [ 35 ] |
| 29              | 2               | Cristina Puig       | Prió Soldevila    | 4 de novembre de 2021  | 193.000     | 10,7% | [ 36 ] |
| 30              | 3               | Carles Costa i Osés | Ortiz Romero      | 11 de novembre de 2021 | 216.000     | 12,3% | [ 37 ] |
| 31              | 4               | Peter Vives         | Climent Magdaleno | 18 de novembre de 2021 | 230.000     | 14,0% | [ 38 ] |
| 32              | 5               | Toni Albà           | Garcia Riera      | 25 de novembre de 2021 | 285.000     | 14,9% | [ 39 ] |
| 33              | 6               | Miki Núñez          | Laguna Novas      | 2 de desembre de 2021  | 237.000     | 13,5% | [ 40 ] |
| 34              | 7               | Karmele Marchante   | Bel Latorre       | 9 de desembre de 2021  | 245.000     | 14,1% | [ 41 ] |
| 35              | 8               | Oriol Grau          | Rams Sánchez      | 16 de desembre de 2021 | 179.000     | 11,0% |        |

### Temporada 4 (2022)
| Episodi (sèrie) | Episodi (temp.) | Famós/a                  | Família              | Data                   | Espectadors | Quota | Ref.   |
| --------------- | --------------- | ------------------------ | -------------------- | ---------------------- | ----------- | ----- | ------ |
| 36              | 1               | Manu Guix i Àngel Llàcer | Maymó Rodríguez      | 15 de setembre de 2022 | 176.000     | 12,1% | [ 42 ] |
| 37              | 2               | Xavier Grasset           | Marcote Vilte        | 22 de setembre de 2022 | 199.000     | 13,2% | [ 43 ] |
| 38              | 3               | Sílvia Marsó             | Castellví Mazariegos | 29 de setembre de 2022 | 187.000     | 12,6% | [ 44 ] |
| 39              | 4               | Bibiana Ballbè           | Navarro Balagué      | 6 d'octubre de 2022    | 225.000     | 14,4% |        |
| 40              | 5               | Beth                     | Yuriev Pajares       | 20 d'octubre de 2022   | 214.000     | 13,0% |        |
| 41              | 6               | Eloi Cordomí             | Viu Rodés            | 27 d'octubre de 2022   |             |       |        |

### Especials
| Temporada | Especial | Títol                                  | Data                   | Espectadors | Quota | Ref.   |
| --------- | -------- | -------------------------------------- | ---------------------- | ----------- | ----- | ------ |
| 2         | 1        | Persona infiltrada, manual de l'engany | 28 de gener de 2021    | 231.000     | 10,7% | [ 45 ] |
| 2         | 2        | Ens infiltrem al Persona Infiltrada    | 4 de febrer de 2021    | 218.000     | 11,3% | [ 46 ] |
| 3         | 3        | Les famíles es retroben                | 23 de desembre de 2021 | 196.000     | 10,0% |        |